# Sine Cerere et Libero friget Venus (Hendrick Goltzius)
Sine Cerere et Libero friget Venus (lat.: „Ohne Ceres und Bacchus stockt Venus“; auch als Venus und Amor mit zwei Satyrn bezeichnet) ist ein Gemälde des holländischen Malers Hendrick Goltzius. Es ist eine Federzeichnung in Braun, ergänzt mit Pinsel und Ölfarben auf blau grundierter Leinwand. Das Bild befindet sich im Besitz des Philadelphia Museum of Art in Philadelphia; es hat eine Größe von 105 × 80 Zentimetern.

## Beschreibung
Im Mittelpunkt des Bildes befindet sich die römische Göttin Venus sitzend an einen Baum angelehnt in einer Halbaktdarstellung, bei der ihr Oberkörper und Bauch nackt und ihre Scham von einem Tuch verdeckt gezeigt wird. Ihr gegenüber befinden sich ein älterer männlicher und ein junger weiblicher Satyr, die Trauben und andere Früchte in den Händen tragen und sie ihr anbieten. Einen geflügelten Amor im Vordergrund umfasst die Venus mit dem rechten Arm und streichelt seinen Flügel mit dem Zeigefinger. Amor trägt eine brennende Fackel in seiner ausgestreckten rechten Hand, mit der er die Gruppe beleuchtet und wärmt, während die Linke auf seinem Rücken einen Bogen und einen Köcher hält; sein Blick ist aus dem Bild heraus auf den Betrachter gerichtet und sein Mund formt ein Lächeln. Die linke Hand der Venus liegt auf der Schulter der Satyrin und ihr Blick ist auf sie gerichtet. Beide Satyrn wiederum schauen die Göttin an.
Die Szene ist in einem Wald angesiedelt, erkennbar an einem Baumstamm am linken Bildrand, an den Venus angelehnt sitzt, und an der Darstellung von Laub im Hintergrund.
Das gesamte Werk ist als Federzeichnung mit brauner Tinte auf einer blau grundierten Leinwand ausgeführt, wodurch ein kupferstichartiger Eindruck entsteht. Die Flamme der Fackel sowie die Lippen der Personen und die Brustwarzen der Venus sind mit Ölfarbe farblich hervorgehoben.

## Einordnung und Deutung
Das Bild ist eine Variation der bildlichen Darstellung des Zitats „Sine Cerere et Baccho friget Venus“, bei dem die Göttin Venus gemeinsam mit Amor und den beiden Satyrn dargestellt wird statt der eigentlich für dieses Bildmotiv typischen Götter Ceres und Bacchus. Laut Konrad Renger handelt es sich bei den Satyrn um „die mehr erdverbundenen Gesellen in Bacchus’ Gefolge und mit ihrer Einführung wird das Thema in eine niedrigere, vulgäre Ebene versetzt.“
Hendrick Goltzius bearbeitete das Thema der Venus in mehreren seiner als besonders kunstvoll bezeichneten Federkunststücke in verschiedenen Varianten, sodass dieser Göttin eine besondere Rolle in seinem Werk zugemessen wird.

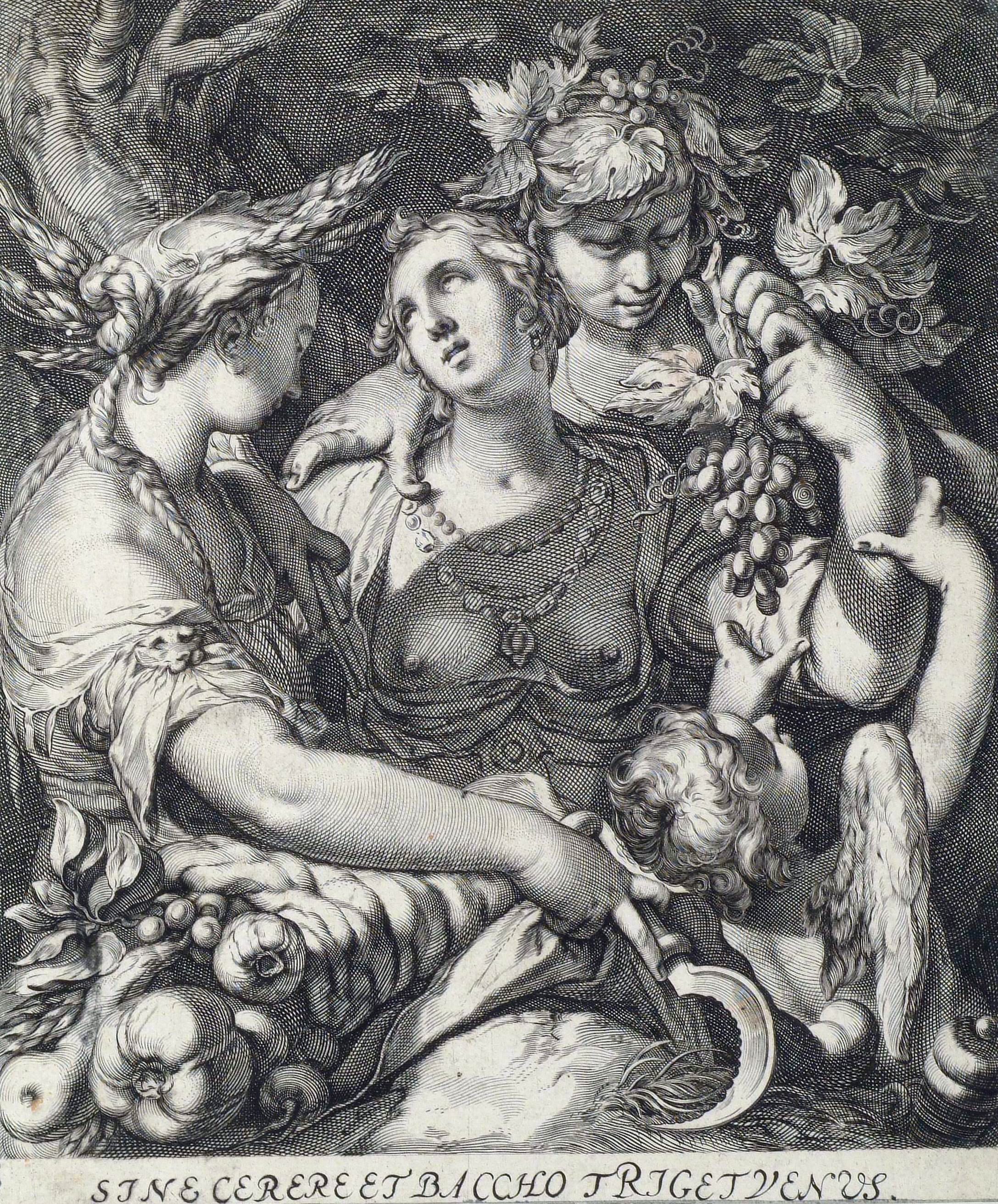
Hendrick Goltzius: Sine Cerere et Baccho friget Venus (ca. 1580)
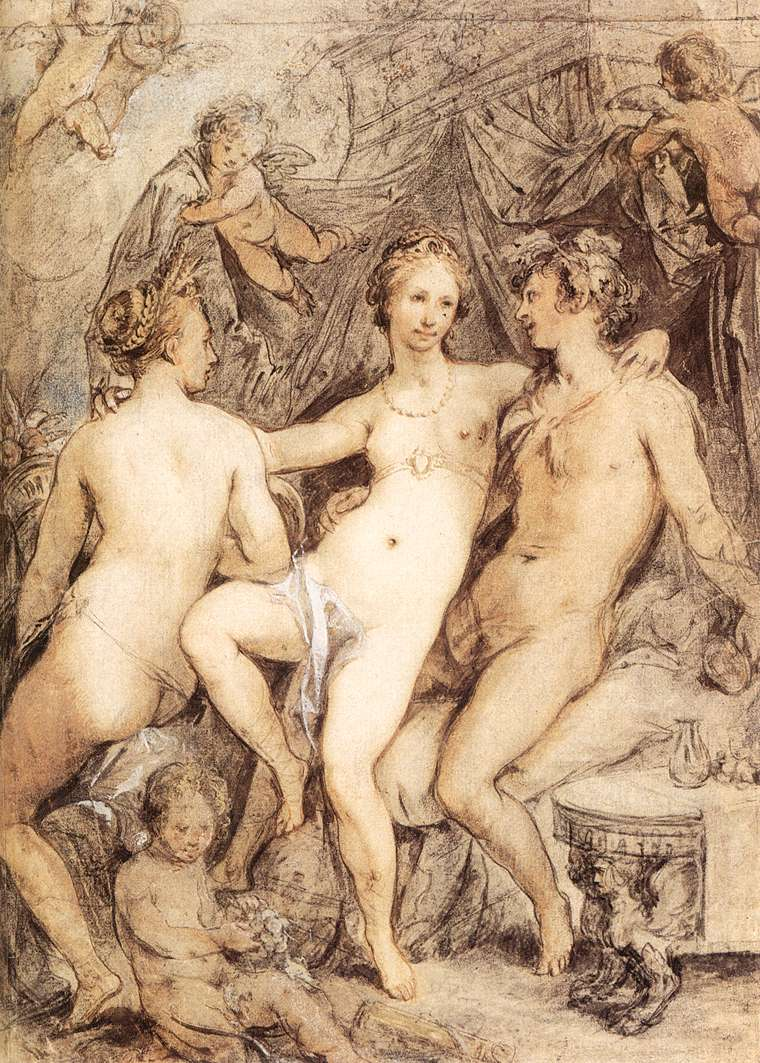
Hendrick Goltzius: Sine Cerere et Baccho friget Venus (1590er Jahre)
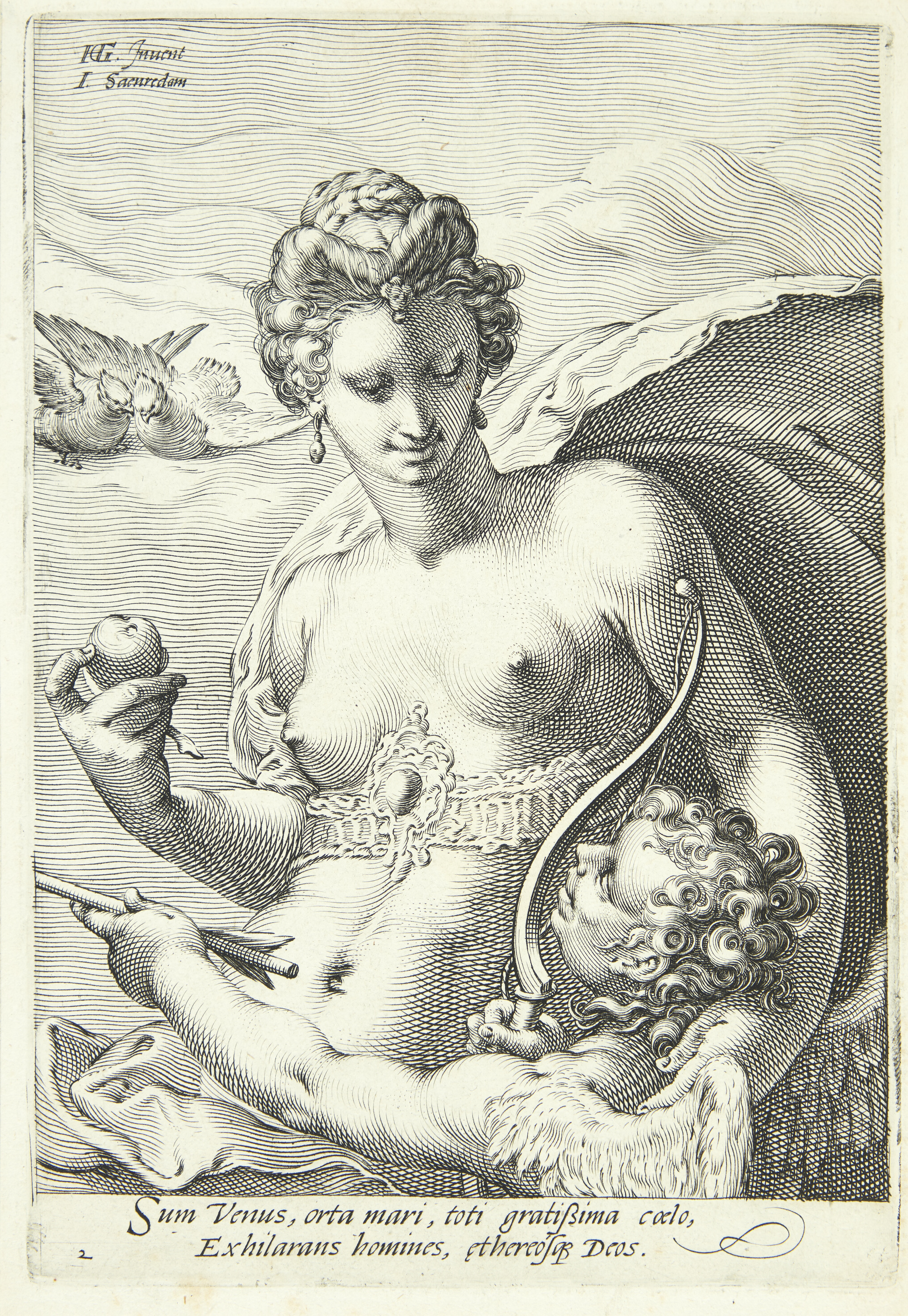
Jan Saenredam: Venus und Amor, nach Goltzius (1594)
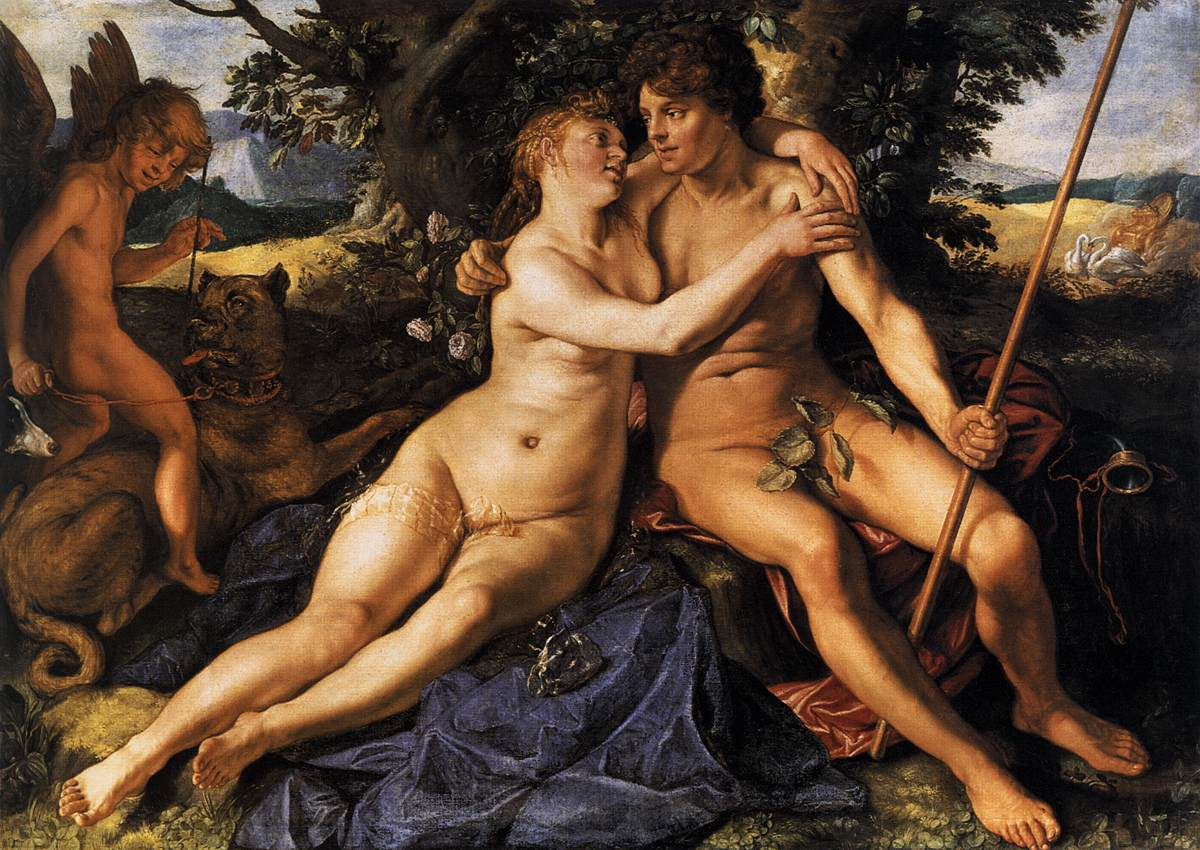
Hendrick Goltzius: Venus und Adonis (1614)

Bereits Karel van Mander lobte die kunstvolle Ausführung von Goltzius’ Federzeichnung in seiner Biografie in seinem Schilder-Boeck von 1604. Er schrieb dazu, er habe in seinem Leben nichts Besseres oder auch nur Gleichwertiges gesehen und vertraue darauf, dass er solche Wunder in Zukunft nicht von anderen sehen werde. Dabei charakterisierte er Goltzius als absoluten Meister in dieser Kunst. Er vermutete, „dass es niemanden gibt, der so schnell und sicher ist, der eine Figur, sogar eine ganze Szene, freihändig, ohne jede vorbereitende Skizze, direkt mit der Feder, mit solcher Vollkommenheit und bis zur höchsten Vollendung und mit solcher Erfindung zeichnen kann.“ Ähnlich äußerte sich auch Jan van de Velde der Ältere, Autor des 1605 erschienenen Kalligraphie-Musterbuchs Spieghel der schrijfkonste, der die Federführung von Goltzius umfangreich würdigte. Der Augsburger Patrizier und Kunsthändler Philipp Hainhofer erwähnte in einem Brief von 1610 an seinen Herzogspatron Philipp II. von Pommern-Stettin, dass Federzeichnungen höher zu bewerten seien als Gemälde, da sie keine Korrektur zuließen und daher mehr Fleiß, Mühe und Arbeit erforderten; in diesem Zusammenhang zitierte er Goltzius’ Ruhm in dieser Hinsicht.

## Provenienz
Das Bild wird bereits 1604 von Karel van Mander in dessen Schilder-Boeck erwähnt, der es als „im Besitze des Kaisers“ beschrieb, womit Kaiser Rudolf II. gemeint ist. In dessen Sammlung in Prag wird es auch 1621 genannt. Danach war es im Besitz von Königin Christina von Schweden, deren Truppen 1636 Prag plünderten und im Prager Kunstraub zahlreiche Kunstschätze raubten, später im Besitz von Karl II. von England, wo es bis mindestens 1720 nachweisbar ist.
Im 18. Jahrhundert hatte Ignaz Maria Graf von Attems-Heiligenkreuz in Schloss Gösting eine Gemäldegalerie eingerichtet. Diese befand sich unter dem Namen Attemsischen Gemähldegallerie zu Grätz Anfang des 19. Jahrhunderts in Graz in der Gasse 1. Sack im Majoratshaus und war der Öffentlichkeit zugänglich. Im ersten Stockwerk war ein Bild unter dem Titel Venus und Amor ausgestellt.
Sine Cerere et Libero friget Venus wurde 1990 vom Philadelphia Museum of Art mit Hilfe des Walter-H.-Annenberg-Fund für größere Ankäufe, dem Henry-P.-McIlhenny-Fund, dem Vermächtnis von Herbert C. Morris (durch Tausch) und der Schenkung von Frank und Alice Osborn (durch Tausch) erworben.